# Вільянуева-дель-Рей
Вільянуева-дель-Рей (ісп. Villanueva del Rey) — муніципалітет в Іспанії, у складі автономної спільноти Андалусія, у провінції Кордова. Населення — 1206 осіб (2010).
Муніципалітет розташований на відстані близько 280 км на південний захід від Мадрида, 47 км на північний захід від Кордови.

## Демографія
Динаміка населення (INE ):

## Галерея зображень

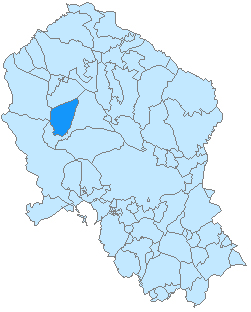
Розташування муніципалітету у провінції Кордова